# Österreichische Mediathek
Die Österreichische Mediathek ist das österreichische Archiv für Tonaufnahmen und Videos aus Kultur- und Zeitgeschichte. Sie wurde 1960 als Österreichische Phonothek vom Bundesministerium für Unterricht gegründet und ist seit 2001 in einem Verband mit dem Technischen Museum Wien, einer wissenschaftlichen Anstalt öffentlichen Rechts des Bundes. Als Video- und Schallarchiv ist die Österreichische Mediathek verantwortlich für das audiovisuelle Kulturerbe Österreichs (ausgenommen sind davon Film auf fotografischem Träger und die Fotografie).

## Aufgaben
Zu den Aufgaben der Österreichischen Mediathek gehören das Sammeln von in Österreich erschienenen beziehungsweise hergestellten audiovisuellen Medien sowie das Sammeln von audiovisuellen Medien mit Österreichbezug. Weitere Aufgaben sind die selektive Aufzeichnung von in Österreich empfangenen Fernseh- und Radioprogrammen. Zur Bewahrung ihrer Sammlungen hat sich die Österreichische Mediathek auf die Digitalisierung und digitale Langzeitarchivierung von Audio-Material spezialisiert. Wissenschaftliche Projekte widmen sich der inhaltlichen Aufarbeitung von Archivbeständen.

## Sammlungen
Die Sammlungen der Österreichischen Mediathek umfassen vor allem die Themenbereiche Musik, Literatur, Geschichte, Politik und Wissenschaft. Die Dokumente schließen einen Zeitraum vom 19. Jahrhundert bis in die Gegenwart ein und umfassen Träger wie Selbstschnittfolien, Schellacks, Vinylplatten, Tonbänder, DAT-Kassetten, Kompaktkassetten, CDs, DVDs, unterschiedliche Videoformate sowie diverse Dateiformate.
Besonders hervorzuheben sind unter anderem die Eigenaufnahmen der Österreichischen Mediathek, die Sammlungen des Österreichischen Instituts für den wissenschaftlichen Film (ÖWF), Premierenmitschnitte aus Burg- und Akademietheater, Mitschnitte der Nationalratssitzungen des Österreichischen Parlaments, die Sammlung Rot-Weiß-Rot mit Radiomitschnitten der Nachkriegszeit, die Sammlung Günther Schifter mit Schellacks der Zwischenkriegszeit, Mitschnitte ausgewählter Radio- und Fernsehsendungen, Oral History Interviews sowie Nachlässe österreichischer Künstler und Wissenschaftler. Zahlreiche Ton- und Videodokumente sind Unikate, die nur in der Österreichischen Mediathek verfügbar sind.
Von den Salzburger Festspielen übernahm die Mediathek rund 450 Ton- und Videodokumente, historische Aufnahmen und interne Mitschnitte der Festspiele, zur Digitalisierung und Langzeitarchivierung.

## Zugänglichkeit
Der gesamte Bestand der Österreichischen Mediathek ist für die Öffentlichkeit zugänglich (Präsenzarchiv). Teile des Bestandes können über das Internet benutzt werden (ca. 25.000 Stunden online per Stream anhörbar (Stand 01/2020)). Virtuelle Ausstellungen sind diversen Schwerpunktthemen gewidmet, darunter eine akustische Chronik Österreichs des 20. Jahrhunderts und ein audiovisueller Atlas. Für Schülerinnen und Schüler werden Unterrichtsmaterialien angeboten. Die derzeit umfangreichste Webpräsenz ist www.journale.at. Auf dieser Plattform stehen die Hörfunkjournale des Senders Ö1 von 1967 bis 1999 (mit Schwerpunkt Mittagsjournal) online in voller Länge zur Verfügung.